# Jaszczów (stacja kolejowa)
Jaszczów – stacja kolejowa w Jaszczowie.

## Ruch pasażerski[1]
| Rok  | Wymiana pasażerska na dobę |
| ---- | -------------------------- |
| 2017 | 100-149                    |
| 2018 | 100-149                    |
| 2019 | 150-199                    |
| 2020 | 100-149                    |
| 2021 | 100-149                    |
| 2022 | 150-199                    |
| 2023 | 150-199                    |

## Krótki opis
Na stacji znajduje się jeden peron, umiejscowiony między torami szlakowymi nr 1 i 2 oraz dodatkowo 9 torów odstawczych. Zabudowa stacji składa się z rampy, budynku dworca z 1908 r. oraz budynków mieszkalnych.
W kierunku północno-wschodnim od stacji odgałęzia się bocznica kolejowa do kopalni węgla kamiennego LW Bogdanka. Do 2001 r. istniał ponadto tor bocznicowy do Zakładów Przetwórstwa Owocowo-Warzywnego w Milejowie.